# 大野村 (岡山県英田郡)
大野村（おおのそん）は、岡山県英田郡にあった村。1900年3月31日までは吉野郡に属した。

## 概要
現在の美作市桂坪・川上・笹岡・滝・野形に当たる。
往古は笹岡村が英多郡讃甘郷に属し、それ以外は同郡大野郷に属した。その後荘園が発達するとそれぞれ讃甘荘、大野荘（大野保）と呼ばれるようになった。
村名は大野郷・大野荘から命名された。大野の名は天平3年に藤原広嗣および下道真備と僧正・玄昉が筑紫で謀叛を起こし、大野東人がこれを平定し、その功労としてこの地が大野氏に与えられたことに因んだと伝えられる。

## 沿革
- 1883年（明治16年）2月15日 - 連合戸長役場制度が発足し、吉野郡第七部戸長役場を川上村に設置し同村および桂坪村・滝村・野形村を管轄。笹岡村は第六部戸長役場（下庄村、後の讃甘村）の管轄となる[1][2]。
- 1889年（明治22年）6月1日 - 町村制施行に伴い、吉野郡桂坪村・川上村・笹岡村・滝村・野形村が合併し、大野村が発足。役場を川上に設置[3]。
- 1893年（明治26年） - 川上の川上小学校を大野尋常小学校と改称[4]。
- 1900年（明治33年）4月1日 - 吉野郡が英田郡と合併し、英田郡となる。
- 1909年（明治42年） - 大野尋常小学校が高等科を併置し、大野尋常高等小学校となる[4]。
- 1917年（大正6年） - 当村から大原村、讃甘村、大吉村に通じる道路改修が完了[3]。
- 1922年（大正11年） - 大野郵便局を川上に開設[4]。
- 1954年（昭和29年）3月25日 - 英田郡大原町（初代）・大吉村・讃甘村と合併して新たに大原町（2代）が発足。

## 当時の主要施設
- 大野小学校（大原町内の4小学校が統合で大原小学校となったことにより1974年廃校）[4]

## 地名の読み方
- 桂坪（かつらつぼ）
- 川上（かわかみ）
- 笹岡（ささおか）
- 滝（たき）
- 野形（のがた）

## 現在の様子

### 郵便番号
- 707-0421 美作市川上
- 707-0422 美作市笹岡
- 707-0423 （美作市小原田）→讃甘村
- 707-0424 美作市野形
- 707-0425 （美作市下庄町）→讃甘村
- 707-0426 美作市桂坪
- 707-0427 美作市滝

### 教育
旧村内に現在教育機関なし

### 交通

#### 鉄道
旧村内を走る鉄道およびその駅なし

#### 道路

##### 高速道路
旧村内を走る高速道路なし

##### 国道
- 国道429号

##### 県道
- 主要地方道

旧村内を走る主要地方道なし
- 一般県道
  - 岡山県道357号梶並立石線

### 河川・山岳

#### 河川
- 大滝川
- 大屋川
- 川上川
- 真船川

#### 山岳
- 滝山

### 寺院・神社

#### 寺院
- 霊山寺

#### 神社
- 大野神社